# Simulium griseifrons
Simulium griseifrons är en tvåvingeart som beskrevs av Enrico Adelelmo Brunetti 1911. Simulium griseifrons ingår i släktet Simulium och familjen knott. Inga underarter finns listade i Catalogue of Life.